# Tales from the Brothers Gibb: A History in Song, 1967-1990
A compilação Tales from the Brothers Gibb foi o maior projeto musical dos Bee Gees até então. Nele, a banda buscou relançar todos os singles que já tinham sido lançados até aquela época. Um projeto ambicioso. Mas recompensante. Aqui são encontradas versões jamais lançadas em CD, como a versão do single de "I've Gotta Get a Message to You" e outros singles não-lançados em CD, como "Jumbo" e My World", ou mesmo músicas nem em vinil, como a versão completa de "King and Country". Além de tudo isto, o box ainda vem com explicações sobre várias músicas, além de contar a biografia da banda.

## Faixas
1. "New York Mining Disaster 1941" - 2:09
2. "I Can't See Nobody" - 3:47
3. "To Love Somebody" - 2:57
4. "Holiday" - 2:53
5. "Massachusetts" - 2:22
6. "Barker of the UFO" - 1:52
7. "World" - 3:09
8. "Sir Geoffrey Saved the World" - 2:17
9. "And the Sun Will Shine" - 3:37
10. "Words" - 3:14
11. "Sinking Ships" - 2:23
12. "Jumbo" - 2:10
13. "The Singer Sang His Song" - 3:20
14. "I've Gotta Get a Message to You" [Versão Estéreo do Single] - 3:06
15. "I Started a Joke" - 3:06
16. "First of May" - 2:48
17. "Melody Fair" - 3:49
18. "Tomorrow Tomorrow" (Com contagem) - 4:07
19. "Sun in My Morning" - 2:57
20. "Saved by the Bell" - 3:05
21. "Don't Forget to Remember" - 3:32
22. "If Only I Had My Mind on Something Else" - 2:58
23. "I.O.I.O." - 2:58
24. "Railroad" - 3:40
25. "I'll Kiss Your Memory" - 4:26
26. "Lonely Days" - 3:46
27. "In the Morning" (Versão 'Melody') - 3:54
28. "How Can You Mend a Broken Heart?" - 3:58
29. "Country Woman" - 2:42
30. "Don't Wanna Live Inside Myself" - 5:27
31. "My World" - 4:20
32. "On Time" - 3:02
33. "Run to Me" - 3:05
34. "Alive" - 4:04
35. "Saw a New Morning" - 4:12
36. "Wouldn't I Be Someone?" - 5:41
37. "Elisa" - 2:48
38. "King and Country" [Versão Completa] - 5:20
39. "Mr. Natural" - 3:48
40. "It Doesn't Matter Much to Me" [Versão de 1974] - 3:52
41. "Throw a Penny" - 4:47
42. "Charade" - 4:12
43. "Jive Talkin'" - 3:44
44. "Nights on Broadway" [Versão Rápida] - 4:26
45. "Fanny (Be Tender with My Love)" - 4:01
46. "You Should Be Dancing" [Versão Longa] - 4:46
47. "Love So Right" - 3:39
48. "Boogie Child" - 4:14
49. "Edge of the Universe" [live] - 5:17
50. "How Deep Is Your Love?" - 4:01
51. "Stayin' Alive" - 4:45
52. "Night Fever" - 3:30
53. "More than a Woman" - 3:13
54. "If I Can't Have You" (Versão dos Bee Gees) - 3:23
55. "(Our Love) Don't Throw It All Away" (Versão dos Bee Gees) - 4:02
56. "Too Much Heaven" - 4:53
57. "Tragedy" - 5:00
58. "Love You Inside Out" - 4:11
59. "He's a Liar" - 4:04
60. "Another Lonely Night in New York" - 4:14
61. "The Woman in You" - 4:03
62. "Someone Belonging to Someone" - 4:26
63. "Toys" [Early Fade] - 4:43
64. [Bônus] "My Eternal Love"  - 4:27
65. [Bônus] "Where Tomorrow Is"  - 4:07
66. [Bônus] "Letting Go"  - 3:40
67. "E.S.P" [Demo] - 4:44
68. "You Win Again" - 4:03
69. "Ordinary Lives" - 4:05
70. "One" - 4:53
71. "Juliet (live)" - 3:35
72. "To Love Somebody (live)" - 3:41
73. "Medley (live):
New York Mining Disaster 1941 / Holiday / Too Much Heaven / Heartbreaker / Islands in the Stream / Run to Me / World" - 12:17
74. "Spicks and Specks (live)" - 2:33

## CD e LP
Esta coleção foi lançada em uma caixa de 4 CDs ou de 6 LPs.
O lançamento em CD estava esquematizado da seguinte maneira:
- CD 1: de 1 a 25
- CD 2: de 26 a 42
- CD 3: de 43 a 58
- CD 4: de 59 a 74

Já em LP,
- LP 1: de 1 a 16
- LP 2: de 17 a 29
- LP 3: de 30 a 40
- LP 4: de 41 a 51
- LP 5: de 52 a 63
- LP 6: de 64 a 74

## Recepção
Recebeu do AllMusic uma avaliação de 4 estrelas e meia, numa escala de até 5.